# Belgische kampioenschappen atletiek 2017
In 2017 werden de Belgische kampioenschappen atletiek Alle Categorieën op zaterdag 1 en zondag 2 juli gehouden in het Koning Boudewijnstadion te Brussel.
De 10.000 m voor mannen en vrouwen en de 3000 m steeple voor vrouwen vonden op 6 mei plaats in Ninove.

## Uitslagen

### 100 m
| rang   | atleet           | prestatie (+0,2 m/s) |
| ------ | ---------------- | -------------------- |
| Goud   | Jean-Marie Louis | 10,66 s              |
| Zilver | Arnout Matthijs  | 10,67 s              |
| Brons  | Simon Mengal     | 10,67 s              |

| rang   | atlete                 | prestatie (-0,1 m/s) |
| ------ | ---------------------- | -------------------- |
| Goud   | Cynthia Bolingo Mbongo | 11,69 s              |
| Zilver | Manon Depuydt          | 11,82 s              |
| Brons  | Imke Vervaet           | 11,82 s              |

### 200 m
| rang   | atleet             | prestatie (+0,8 m/s) |
| ------ | ------------------ | -------------------- |
| Goud   | Robin Vanderbemden | 20,84 s              |
| Zilver | Victor Hofmans     | 21,30 s              |
| Brons  | Kobe Vleminckx     | 21,33 s              |

| rang   | atlete                 | prestatie (-1,3 m/s) |
| ------ | ---------------------- | -------------------- |
| Goud   | Cynthia Bolingo Mbongo | 23,57 s              |
| Zilver | Manon Depuydt          | 23,73 s              |
| Brons  | Anne Zagré             | 23,79 s              |

### 400 m
| rang   | atleet          | prestatie |
| ------ | --------------- | --------- |
| Goud   | Kevin Borlée    | 45,51 s   |
| Zilver | Jonathan Borlée | 45,74 s   |
| Brons  | Dylan Borlée    | 46,10 s   |

| rang   | atlete          | prestatie |
| ------ | --------------- | --------- |
| Goud   | Elise Lasser    | 53,24 s   |
| Zilver | Laetitia Libert | 54,29 s   |
| Brons  | Marie Fickers   | 55,15 s   |

### 800 m
| rang   | atleet          | prestatie |
| ------ | --------------- | --------- |
| Goud   | Aaron Botterman | 1.49,21   |
| Zilver | Peter Callahan  | 1.49,48   |
| Brons  | Stijn Baeten    | 1.49,75   |

| rang   | atlete           | prestatie |
| ------ | ---------------- | --------- |
| Goud   | Riet Vanfleteren | 2.10,38   |
| Zilver | Eléa Henrard     | 2.11,52   |
| Brons  | Sara Segers      | 2.11,54   |

### 1500 m
| rang   | atleet           | prestatie |
| ------ | ---------------- | --------- |
| Goud   | Pieter Claus     | 3.47,86   |
| Zilver | Ismael Debjani   | 3.48,44   |
| Brons  | Tim Van de Velde | 3.48,65   |

| rang   | atlete          | prestatie |
| ------ | --------------- | --------- |
| Goud   | Renée Eykens    | 4.13,50   |
| Zilver | Sofie Van Accom | 4.14,47   |
| Brons  | Justine Tinck   | 4.25,88   |

### 5000 m
| rang   | atleet              | prestatie |
| ------ | ------------------- | --------- |
| Goud   | Cedric Van de Putte | 14.33,24  |
| Zilver | Régis Thonon        | 14.35,02  |
| Brons  | Jan Adriaensen      | 14.35,12  |

| rang   | atlete             | prestatie |
| ------ | ------------------ | --------- |
| Goud   | Hanne Verbruggen   | 16.59,59  |
| Zilver | Charlotte Van Hese | 17.20,82  |
| Brons  | Karen Van Proeyen  | 17.43,60  |

### 10.000 m[1]
| rang   | atleet           | prestatie |
| ------ | ---------------- | --------- |
| Goud   | Steven Casteele  | 29.21,32  |
| Zilver | Nick Van Peborgh | 29.21,39  |
| Brons  | Pierre Denays    | 30.02,11  |

| rang   | atlete                 | prestatie |
| ------ | ---------------------- | --------- |
| Goud   | Ferahiwat Gamachu Tulu | 35.27,95  |
| Zilver | Nina Lauwaert          | 35.29,26  |
| Brons  | Dorien Peeters         | 37.10,60  |

### 110 m horden/100 m horden
| rang   | atleet        | prestatie (-0,3 m/s) |
| ------ | ------------- | -------------------- |
| Goud   | Dylan Caty    | 13,67 s              |
| Zilver | Denis Hanjoul | 14,29 s              |
| Brons  | Sander Maes   | 14,46 s              |

| rang   | atlete          | prestatie (+0,4 m/s) |
| ------ | --------------- | -------------------- |
| Goud   | Anne Zagré      | 13,22 s              |
| Zilver | Eline Berings   | 13,32 s              |
| Brons  | Chloë Beaucarne | 13,57 s              |

### 400 m horden
| rang   | atleet          | prestatie |
| ------ | --------------- | --------- |
| Goud   | Arnaud Ghislain | 50,73 s   |
| Zilver | Dylan Owusu     | 51,57 s   |
| Brons  | Romain Nicodème | 52,18 s   |

| rang   | atlete             | prestatie |
| ------ | ------------------ | --------- |
| Goud   | Axelle Dauwens     | 56,75 s   |
| Zilver | Margo Van Puyvelde | 57,05 s   |
| Brons  | Nenah De Coninck   | 57,62 s   |

### 3000 m steeple[2]
| rang   | atleet            | prestatie |
| ------ | ----------------- | --------- |
| Goud   | Mathijs Casteele  | 9.02,15   |
| Zilver | François Dupont   | 9.02,20   |
| Brons  | Clement Deflandre | 9.05,74   |

| rang   | atlete               | prestatie |
| ------ | -------------------- | --------- |
| Goud   | Elke Godden          | 10.43,06  |
| Zilver | Jolien Van Hoorebeke | 11.17,48  |
| Brons  | Charlotte Sijmens    | 11.42,65  |

### Verspringen
| rang   | atleet              | prestatie         |
| ------ | ------------------- | ----------------- |
| Goud   | Corentin Campener   | 7,85 m (+0,2 m/s) |
| Zilver | Cedric Nolf         | 7,55 m (-0,1 m/s) |
| Brons  | Mathias Broothaerts | 7,55 m (+0,1 m/s) |

| rang   | atlete          | prestatie         |
| ------ | --------------- | ----------------- |
| Goud   | Hanne Maudens   | 6,40 m (-1,4 m/s) |
| Zilver | Chloé Laurant   | 5,77 m (-1,0 m/s) |
| Brons  | Maite Beernaert | 5,75 m (-0,1 m/s) |

### Hink-stap-springen
| rang   | atleet            | prestatie          |
| ------ | ----------------- | ------------------ |
| Goud   | Leopold Kapata    | 15,63 m (+0,9 m/s) |
| Zilver | Frédéric Xhonneux | 15,01 m (+0,1 m/s) |
| Brons  | Yves Pausenberger | 14,66 m (-0,5 m/s) |

| rang   | atlete           | prestatie          |
| ------ | ---------------- | ------------------ |
| Goud   | Elsa Loureiro    | 12,64 m (+0,2 m/s) |
| Zilver | Saliyya Guisse   | 12,46 m (-0,5 m/s) |
| Brons  | Sietske Lenchant | 12,17 m (+0,4 m/s) |

### Hoogspringen
| rang   | atleet         | prestatie |
| ------ | -------------- | --------- |
| Goud   | Bram Ghuys     | 2,13 m    |
| Zilver | Thomas Carmoy  | 2,11 m    |
| Brons  | Emile Verdonck | 2,09 m    |

| rang   | atlete            | prestatie |
| ------ | ----------------- | --------- |
| Goud   | Hannelore Desmet  | 1,77 m    |
| Zilver | Hanne Van Hessche | 1,74 m    |
| Brons  | Nicasina Rossaert | 1,71 m    |

### Polsstokhoogspringen
| rang   | atleet                  | prestatie |
| ------ | ----------------------- | --------- |
| Goud   | Arnaud Art              | 5,50 m    |
| Zilver | Ben Broeders            | 5,45 m    |
| Brons  | Thomas Van Der Plaetsen | 5,30 m    |

| rang   | atlete          | prestatie |
| ------ | --------------- | --------- |
| Goud   | Fanny Smets     | 4,25 m    |
| Zilver | Aurélie De Ryck | 4,10 m    |
| Brons  | Elien De Vocht  | 3,90 m    |

### Kogelstoten
| rang   | atleet         | prestatie |
| ------ | -------------- | --------- |
| Goud   | Philip Milanov | 17,77 m   |
| Zilver | Jarno Wagemans | 16,05 m   |
| Brons  | Max Vlassak    | 15,70 m   |

| rang   | atlete            | prestatie |
| ------ | ----------------- | --------- |
| Goud   | Jolien Boumkwo    | 15,50 m   |
| Zilver | Katelijne Lyssens | 13,63 m   |
| Brons  | Yoika De Pauw     | 13,48 m   |

### Discuswerpen
| rang   | atleet         | prestatie |
| ------ | -------------- | --------- |
| Goud   | Philip Milanov | 65,07 m   |
| Zilver | Edwin Nys      | 52,63 m   |
| Brons  | Filip Peetrain | 50,23 m   |

| rang   | atlete             | prestatie |
| ------ | ------------------ | --------- |
| Goud   | Babette Vandeput   | 50,75 m   |
| Zilver | Anouska Hellebuyck | 49,03 m   |
| Brons  | Emilie Dodrimont   | 47,66 m   |

### Speerwerpen
| rang   | atleet          | prestatie |
| ------ | --------------- | --------- |
| Goud   | Jarne Duchateau | 71,42 m   |
| Zilver | Timothy Herman  | 67,24 m   |
| Brons  | Arne Broeders   | 66,79 m   |

| rang   | atlete        | prestatie |
| ------ | ------------- | --------- |
| Goud   | Sarah Vermeir | 42,74 m   |
| Zilver | Yoika De Pauw | 42,68 m   |
| Brons  | An Vanhoorne  | 41,82 m   |

### Hamerslingeren
| rang   | atleet             | prestatie |
| ------ | ------------------ | --------- |
| Goud   | Remi Malengreaux   | 58,03 m   |
| Zilver | Stef Vanbroekhoven | 54,36 m   |
| Brons  | Walter De Wyngaert | 53,30 m   |

| rang   | atlete                | prestatie |
| ------ | --------------------- | --------- |
| Goud   | Jolien Boumkwo        | 63,75 m   |
| Zilver | Vanessa Sterckendries | 61,78 m   |
| Brons  | Patricia Blondeel     | 54,60 m   |

1889 · 
1890 · 
1891 · 
1892 · 
1893 · 
1894 · 
1895 · 
1896 · 
1897 · 
1898 · 
1899 · 
1900 · 
1901 · 
1902 · 
1903 · 
1904 · 
1905 · 
1906 ·
1907 ·
1908 · 
1909 · 
1910 · 
1911 · 
1912 · 
1913 · 
1914 · 
1919 · 
1920 · 
1921 · 
1922 · 
1923 · 
1924 · 
1925 · 
1926 · 
1927 · 
1928 · 
1929 · 
1930 · 
1931 · 
1932 · 
1933 · 
1934 · 
1935 · 
1936 · 
1937 · 
1938 · 
1939 · 
1940 · 
1941 · 
1942 · 
1943 · 
1944 · 
1945 · 
1946 · 
1947 · 
1948 · 
1949 · 
1950 · 
1951 · 
1952 · 
1953 · 
1954 · 
1955 · 
1956 · 
1957 · 
1958 · 
1959 · 
1960 · 
1961 · 
1962 · 
1963 · 
1964 · 
1965 · 
1966 · 
1967 · 
1968 · 
1969 · 
1970 · 
1971 · 
1972 · 
1973 · 
1974 · 
1975 · 
1976 · 
1977 · 
1978 · 
1979 · 
1980 · 
1981 · 
1982 · 
1983 · 
1984 · 
1985 · 
1986 · 
1987 · 
1988 · 
1989 · 
1990 · 
1991 · 
1992 · 
1993 · 
1994 ·
1995 · 
1996 · 
1997 · 
1998 · 
1999 · 
2000 · 
2001 · 
2002 · 
2003 · 
2004 · 
2005 · 
2006 · 
2007 · 
2008 · 
2009 · 
2010 · 
2011 · 
2012 · 
2013 · 
2014 · 
2015 · 
2016 · 
2017 · 
2018 · 
2019 · 
2020 · 
2021 · 
2022 · 
2023 · 
2024